# Шаверки (озеро)
Шаверки — озеро на территории Лендерского сельского поселения Муезерского района Республики Карелия.

## Общие сведения
Площадь озера — 7,8 км², площадь бассейна — 161 км². Располагается на высоте 203,3 метров над уровнем моря.
Форма озера лопастная, продолговатая, вытянуто с юга на север. Берега озера каменисто-песчаные, изрезанные, местами заболоченные.
С северо-завада в озеро впадает безымянный ручей, вытекающий из ламбины без названия.
С севера в озеро втекает протока из озера Пюгяярви.
С востока в озеро втекает ручей, доставляющий воды из озёр Хозилампи, Сарки, Конгелоярви, Корбилампи и некоторых других озёр.
С юго-востока в озеро впадает ручей, текущий из озёр Савнеонен, Курвус и некоторых других озёр.
С юго-западной стороны озера вытекает река Шаверка, втекающая в реку Хаапайоки.
В озере расположены более десяти некрупных островов, не имеющих названия, однако их количество может варьироваться в зависимости от уровня воды.
Код водного объекта в государственном водном реестре — 01050000111102000011219.